# Tannhäuser

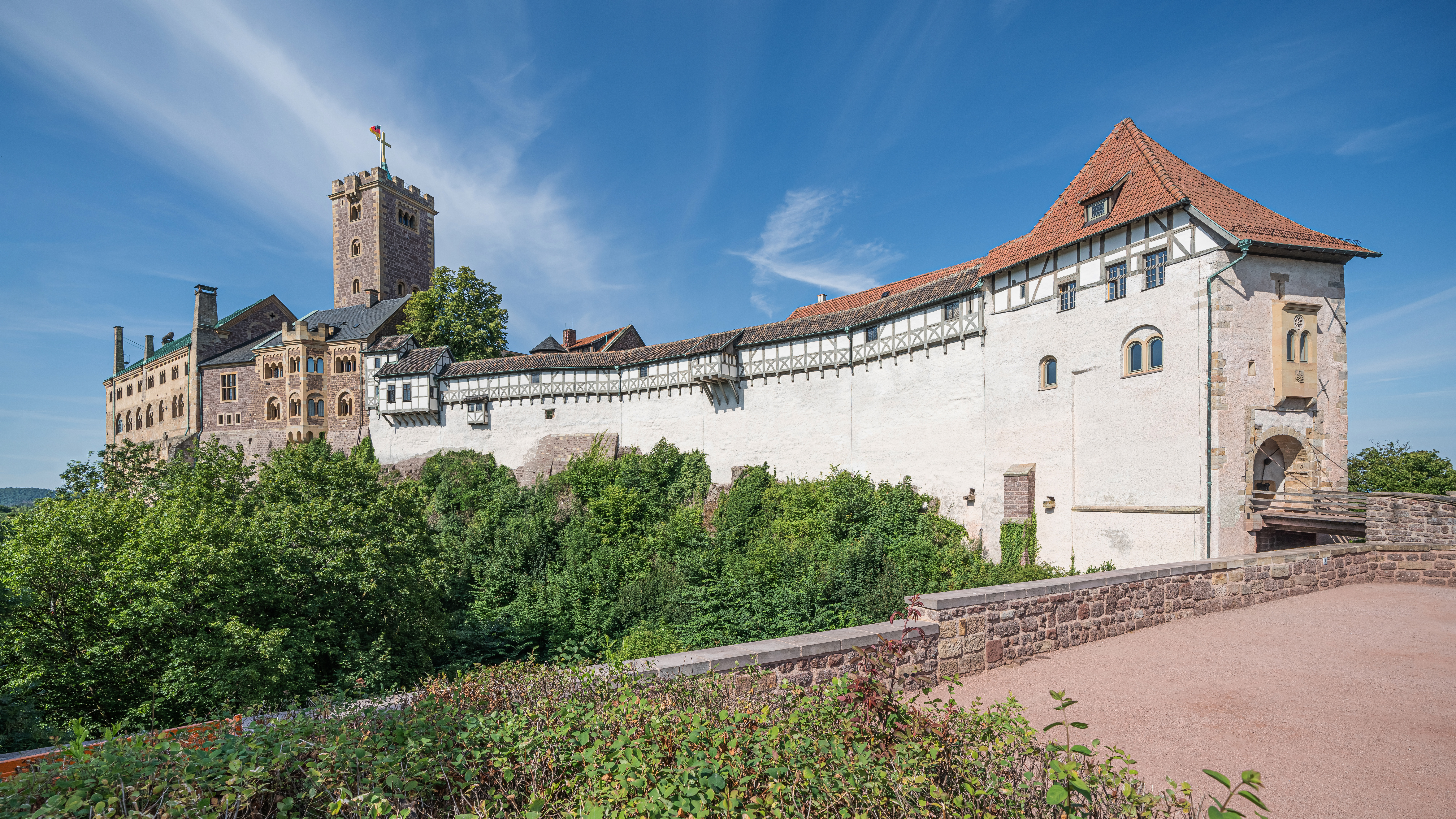
Wartburg bij Eisenach

Tannhäuser is een romantische opera in drie aktes van Richard Wagner. Ook de naam Tannhäuser und der Sängerkrieg auf Wartburg wordt gebruikt. De opera kwam tot stand tussen 1842 en 1845 en ging in première in het Königliches Hoftheater in Dresden op 19 oktober 1845.
Richard Wagner baseerde Tannhäuser, zoals veel van zijn opera's, op middeleeuwse liederen, sagen en romantische vertellingen. Het libretto van de opera werd door Wagner zelf geschreven maar is geïnspireerd door enkele sagen uit het Duitse Sagenboek van Ludwig Bechstein: Die Mähr von dem Ritter Tannhäuser, Der Sängerkrieg auf der Wartburg en Die heilige Elisabeth. Veel sagen zijn rondom de Wartburg, een kasteel in Eisenach, ontstaan. Hoofdpersoon is Heinrich von Ofterdingen, die bekend werd als Tannhäuser in de gelijknamige sage.
Belangrijkste thema is de rebellie van een kunstenaar (Tannhäuser), wiens behoefte zich over te geven aan zinnelijke lust hem in conflict brengt met zijn religieus ingestelde verstand. Deze innerlijke tweestrijd wordt belichaamd door de twee vrouwen die hij bemint. De zinnelijke liefde waar hij bij de ene vrouw (Venus) genoeg van krijgt, mist hij bij de andere (Elisabeth). Als hij zich tijdens een zangtoernooi op de Wartburg (de Sängerkrieg auf der Wartburg) met als thema de liefde tot een onverbloemde lofzang op de zinnelijkheid laat inspireren, wekt hij hiermee de woede van de andere aanwezigen, waartegen alleen Elisabeth hem kan beschermen. Op een pelgrimstocht naar Rome zal hij boete doen, maar echte verlossing vindt hij pas als hem in zijn doodsnood nog eenmaal de naam van zijn redster wordt genoemd. 
Tannhäuser was de lievelingsopera van de Beierse koning Ludwig II. Hij liet in zijn bewondering voor Wagner zelfs de originele Sängersaal in de Wartburg nabouwen in zijn sprookjeskasteel Neuschwanstein en legde een venusgrot met ondergronds meer aan in het park van zijn kasteel Linderhof.

## Weblinks
- Online Opera gids voor Tannhäuser